# Assunção
Assunção är en kommun i Brasilien.   Den ligger i delstaten Paraíba, i den östra delen av landet, 1 600 km nordost om huvudstaden Brasília. Antalet invånare är 3 522.
Omgivningarna runt Assunção är huvudsakligen savann. Runt Assunção är det glesbefolkat, med 15 invånare per kvadratkilometer.